# Rhyacophila bivitta
Rhyacophila bivitta là một loài Trichoptera trong họ Rhyacophilidae. Chúng phân bố ở miền Cổ bắc.